# Čalovec
Čalovec (węg. Megyercs) – wieś i gmina (obec) w powiecie Komárno w kraju nitrzańskim na Słowacji, sama wieś pierwszy raz wzmiankowana w 1268 roku.
W 2011 roku populacja wynosiła 1197 osób, około 62% mieszkańców stanowili Węgrzy, 25% Słowacy.